# 新エジプト語
新エジプト語、または後期エジプト語 (Late Egyptian language) は、エジプト新王国時代のアマルナ王朝の頃に記録されはじめた、エジプト語の発展段階の一つである。新エジプト語で書かれた最古の文献は、エジプト第19王朝時代のものである。

## 中エジプト語との違い
中エジプト語が新エジプト語に変化した時期は明確ではない。これは、新エジプト語期の歴史的、文学的文書にも、「古典的」な用法、表現が多く見られるからである。 しかし、中エジプト語と新エジプト語の間の差異は、古エジプト語と中エジプト語との差異に比べると大きい。この時期に、エジプト語の構造は総合的言語から孤立語的なものへと大きく変化し、中エジプト語までは主に様々な接辞や語形変化により表されていた文中の各語の間の関係は、次第に冠詞等の独立した語により表されるようになったのである。
- 文献に書かれている新エジプト語の特徴は、新王国時代の人々の話し言葉を反映している。例えば、弱い子音ȝ, w, j や、女性形のマーカーである語尾の -t は、次第に省略されるようになった。これは明らかに、当時の人々の日常語では、それらの子音が発音されなくなっていたからである。
- 指示代名詞であった pȝ (男性単数), tȝ (女性単数), nȝ (複数) は、定冠詞として使用されるようになった。
- 中エジプト語において完了した行為を表していた動詞形態「sḏm.n=f形」は、「sḏm=f形」に取って代わられた。また、新たに過去時制を表現する形態として助動詞 ir 「する、作る」を使う文型が現れた。
例: ir-f sˁḥˁ-f 「彼は彼(別の人)を責めた」
- 新エジプト語では名詞の修飾に、中エジプト語まで使用されていた形容詞に代わり、名詞句で表されることが多くなった。
- 新王国時代からプトレマイオス朝時代かけては、新たな文物が外国からエジプトに流入したのに伴ってヒエログリフの文字数が著しく増加した時代でもあった。

## 新エジプト語の文学
新エジプト語で書かれた代表的な文献には、古代エジプトにおける膨大な数の宗教文書や世俗的な文学が含まれる。物語『ウェンアモンの旅行記』(Story of Wenamun)や『The Chester-Beatty Ⅰ　パピルス』にある愛の詩などが有名である。新エジプト語の時代には『アニの教訓』( Papyrus of Ani)などの、人々に正しい行いを説く「教訓話」とよばれる形式の文学が多く記された。また、エジプト第19王朝から第20王朝では、行政言語として新エジプト語が使用され、この時代の新エジプト語による行政文書が残されている。

## 新エジプト語の文法書
- J. Cerny, S. Israelit-Groll, C. Eyre, A Late Egyptian Grammar, 4th, updated edition - Biblical Institute; Rome, 1984